# Anopliomorpha reticolle
Anopliomorpha reticolle là một loài bọ cánh cứng trong họ Cerambycidae.